# André Lajoinie
André Lajoinie (Chasteaux, 26 dicembre 1929 – Cusset, 26 novembre 2024) è stato un politico francese.

## Biografia
Fu un importante esponente del Partito Comunista Francese. Sempre eletto nel dipartimento di Allier, fu membro dell'Assemblea Nazionale francese dal 1978 al 1993 e dal 1997 al 2002, diventando anche presidente del gruppo parlamentare comunista dal 1981 al 1993.
Principale collaboratore, portavoce e vice di Georges Marchais, André Lajoinie fu il candidato ufficiale del PCF alle elezioni presidenziali in Francia del 1988: considerato un candidato poco carismatico perché scarso oratore, ottenne solo il 6,8% dei voti (un risultato pessimo (?) per il Partito Comunista di allora: il pcf perdeva voti da un decennio in favore del psf; inoltre alle presidenziali dell'88 il pcf si spaccò tra l'escluso Juquin e Lajoinie) e fu gradualmente accantonato dai vertici del movimento (?) (deputato comunista dell'Allier fino al 2002; presidente del gruppo comunista all'Assemblea nazionale fino al '92; consigliere regionale Auvergne fino al 1998).
Fu consigliere regionale in Alvernia e venne insignito della Legion d'onore nel 1996. Nel 2002 si ritirò definitivamente dalla vita politica attiva.
Morì il 26 novembre 2024, un mese prima di compiere 95 anni.